# 3DDX
3DDX je jihokorejská taneční video hra, která se hraje na osm směrů (čtyři pro ruce, čtyři pro nohy).

## Princip hry
Hra pochází z Jižní Koreje od výrobce NGG Entertainment. V roce 2004 byla tato hra znovu oživena čínskou firmou EZ2Dance, která také oživila taneční hru EZ2Dancer.
Dance Station 3DDX je hrou, která se řadí mezi hry rytmické a to typu taneční. Hra se ovládá nohama a rukama. Úkolem hráče je jako u ostatních her tohoto typu správně potvrdit sled šipek na obrazovce. Šipky se pohybují směrem nahoru k cílovým bílým šipkám. V momentě, kdy se barevná letící šipka překryje s bílou cílovou šipkou, musíte šipku potvrdit šlápnutím na odpovídající panel nebo mávnutím ruky do správného směru.
3DDX se hraje celkem na osm směrů. Čtyři jsou pro nohy a jsou to směry šikmé (vpravo-nahoru UR, vpravo-dolu DR, vlevo-nahoru UL, vlevo-dolu DL). Na ruce jsou směry 'normální' a to do stran (vlevo L a vpravo R), dopředu U a dozadu D. Ty se snímají pomocí senzorů nad vámi. Barvy šikmých šipek jsou stejné jako v korejské taneční hře Pump it Up, tudíž červená pro šipky horní a modrá pro šipky dolní. Šipky pro ruce jsou zelené (U, D) a žluté.

## Režimy
3DDX Dance Station má dva režimy:
- Single, kde hráč hraje na 4 panely a 4 senzory pro ruce.
- Dual, kde hráč hraje na osm panelů a 8 senzorů pro ruce.

## Obtížnosti
- Pretty Steps: Obtížnost pro začínající hráče.
- Power Steps: Obtížnost pro pokročilejší hráče.

Samotné skladby poté mají ve hře svoji vlastní obtížnost, která se počítá od jedné do devíti (jedna je nejlehčí).

## Hodnocení
Každá šipka je hodnocena (Perfect, Great, Boo a Miss). Při potvrzení většího sledu šipek na Perfect nebo Great vám začne nabíhat kombo. To se přeruší jakmile potvrdíte šipku na Boo nebo Miss.
Na konci skladby se vám ukáže celkové hodnocení. Dozvíte se i vaše celkové skóre, maximální kombo a kolik jste spálili za skladbu kalorií. Uprostřed obrazovky se také ukáže slovní ohodnocení (You are super dancer, Excellent, Good Job, Not Bad a You need More Exercise (Failed)). Hodnocení "You are super dancer! dostanete jen v případě, že celou skladbu udržíte kombo (tzv. Full Combo).

## Extra Stage
Pokud odehrajete 3 skladby za sebou na Excellent nebo You are super dancer tak budete odměněni bonusovou skladbou. To je na evropské verzi automatu buď Killer nebo Lemon Tree. Toto platí jak pro single play tak pro Dual play.

## Kódy
Zde jsou uvedené nejčastěji používané kódy. Všechny kódy se zadávají ve výběru skladeb. Pokud kód zadáte správně uslyšíte zvuk a na obrazovce se objeví na straně malá ikonka.
- 1,5x: DL, DR, DL, DR, DR, DL, DL, DR
- 2x: DL, DR, DL, DR, DR, UL, UL, U
- 4x: DL, DR, DL, DR, DR, DL, UL, DL
- 8x: DL, DR, DL, DR, DR, UL, DL, UL

Tyto kódy se používají pro urychlení létajících šipek. Zrychlené šipky jsou dále od sebe a proto se na obrazovce lépe čtou.
- Random: DR, DL, UL, DR, DL, DR,DL, U
- Random steps: DR, DL, UL, DR, DL, DR, DL, DR
- Mirror: DR, DR, UL, DR, DR, DL, UL, DL

Random vygeneruje náhodné šipky. První random generuje náhodné šipky jak pro nohy tak pro ruce. Random steps generuje jenom náhodné šipky pro nohy a šipky pro ruce zůstávají stejné.
Mirror otočí zrcadlově taneční kroky (šipky).
- Změna obtížnosti: UL, UL, DL, DL, DR, DR, UL, UL

Pokud jste vybrali, že chcete hrát na Power Steps a chcete změnit obtížnost na Pretty steps stačí zadat tento kód. Funguje i obraceně z Pretty Steps na Power Steps. Kód nefunguje v Dual Mode, protože zde mají skladby jen jednu sadu tanečních kroků.
Zrušení všech zadaných kódů: U, U, U, U, U, U, U, U